# Ațintiș
Ațintiș (Hongaars: Cintos) is een comună in het district Mureș, Transsylvanië, Roemenië. De gemeente is opgebouwd uit zes dorpen, namelijk:
- Ațintiș (Hongaars: Cintos)
- Botez
- Cecălaca (Csekelaka)
- Iştihaza (Istvánhaza)
- Maldaoci
- Sâniacob

De dorpjes Iştihaza en Cecălaca kennen een in meerderheid Hongaarse bevolking; in het eerste dorp Iştihaza (Istvánháza) waren er in 2011 in totaal 221 inwoners, waarvan 175 Hongaren (82,2%).
In Cecălaca (Csekelaka) waren er 431 inwoners, 305 Hongaren (71,3%).